# Sinice de Reims
Sinice de Reims ou Sinice de Soissons, ou plus simplement saint Sinice, est évêque de Soissons (épiscope) au IIIe siècle.

## Biographie
D'abord simple prêtre, Sinice vient évangéliser les régions de Soissons et Reims en compagnie de Sixte. Ce dernier le désigne évêque de Soissons. À la mort de Sixte, Sinice devient à son tour évêque de Reims vers 280. Il meurt en 286.
Il est enseveli auprès de Sixte et ses cendres sont transférées avec les siennes, au Xe siècle, en l'église église Saint-Remi de Reims.
Il est fêté le 1er septembre en compagnie de Nivard et Sixte.